# Andrews Air Force Base

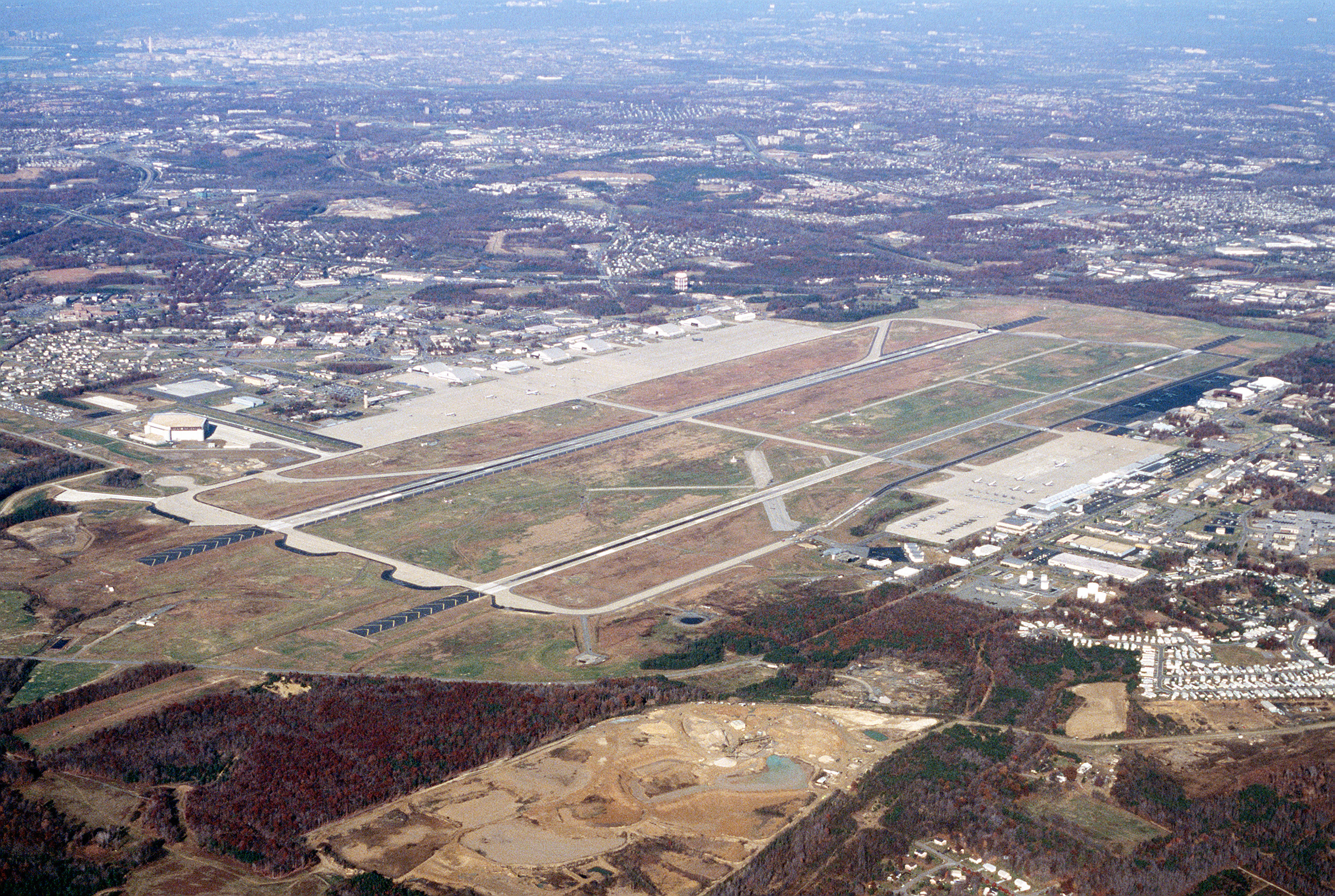
Flygbild över Andrews Air Force Base från 1988 i nordvästlig riktning, med Washingtonmonumentet synligt långt bort i bildens vänstra hörn.

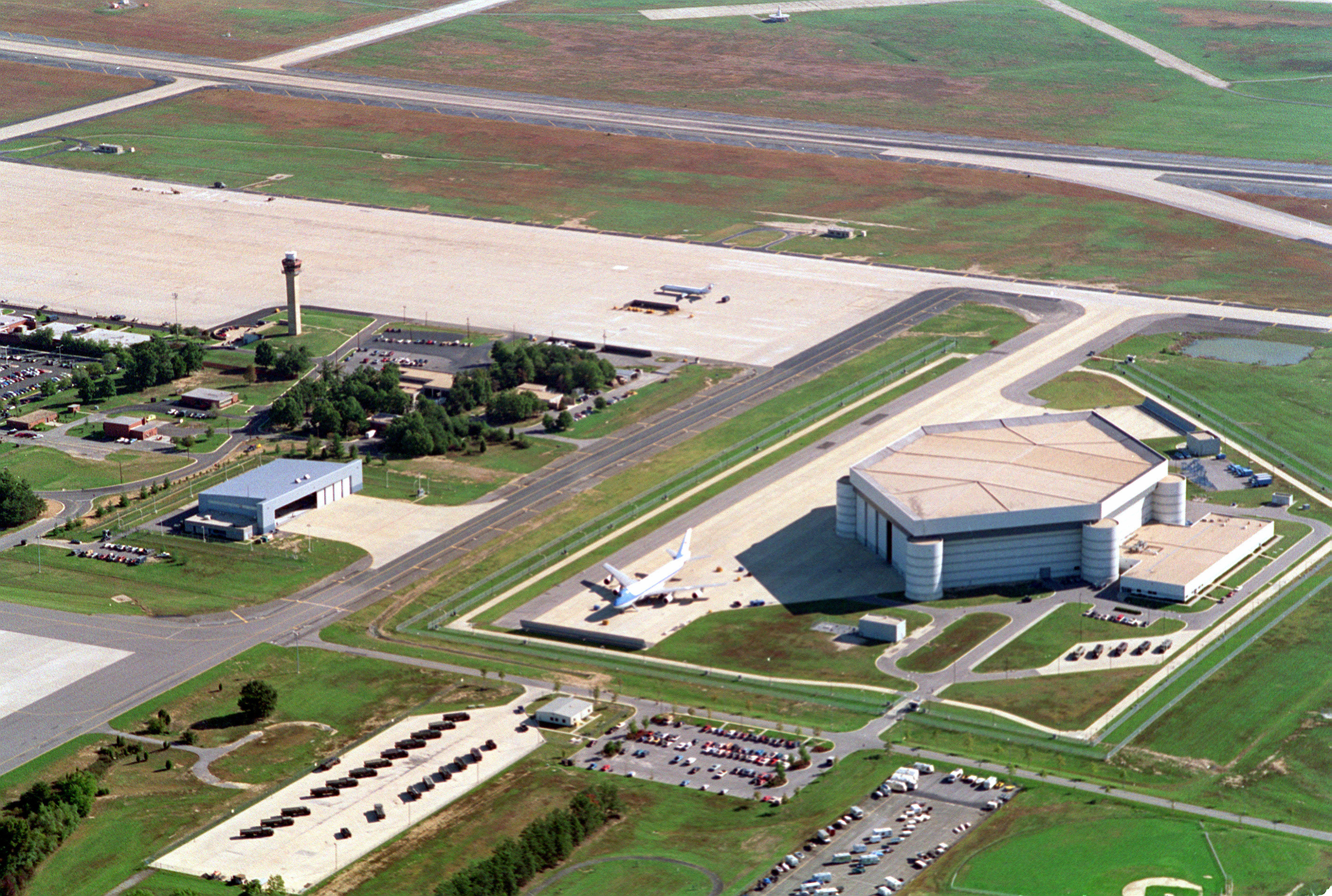
Hangaren för Air Force One.

Andrews Air Force Base (numera Joint Base Andrews) (IATA: ADW, ICAO: KADW) är en amerikansk flygvapenbas belägen 13 km öster om Washington, DC i Prince George's County, Maryland, USA. Andrews är mest känd som platsen där de tvenne flygplanen av typ Boeing 747 VC-25A, bland gemene man mer kända som Air Force One, har sin basering samt att det också i regel är utgångspunkten för presidentens flygresor. Andrews är också vanligtvis den flygplats som gästande stats- och regeringschefer anländer till vid besök i Washington, DC.

## Bakgrund
Ursprungligen från uppförandet 1942 hette flygfältet Camp Springs Army Air Base. 1945 fick basen sitt nuvarande namn, till minnet av generallöjtnant Frank M. Andrews (1884-1943) som var en av nyckelpersonerna i uppbyggnaden av US Army Air Force.

### Notförteckning
1. ↑  Numera Joint Base Andrews Naval Air Facility Washington